# فیلیپ کیش
فیلیپ کیش (زاده ۱۳ اکتبر ۱۹۹۰) بازیکن فوتبال اهل اسلواکی است.او هم‌اکنون در پست هافبک برای باشگاه فوتبال الاتحاد کلبا بازی می‌کند.